# Paya Beunyot
Paya Beunyot is een bestuurslaag in het regentschap Aceh Utara van de provincie Atjeh, Indonesië. Paya Beunyot telt 416 inwoners (volkstelling 2010).